# Dima (Spagna)
Dima è un comune spagnolo di 1 052 abitanti situato nella comunità autonoma dei Paesi Baschi.